# Melanoplus sylvaticus
Melanoplus sylvaticus är en insektsart som beskrevs av Mcneill 1899. Melanoplus sylvaticus ingår i släktet Melanoplus och familjen gräshoppor. Inga underarter finns listade i Catalogue of Life.